# Грб Мозамбика
Грб Мозамбика је званични хералдички симбол афричке државе Републике Мозамбик. Грб има облик комунистичког амблема и усвојен је 1990. године.

## Опис
Грб се састоји од зупчаника окруженог клипом кукуруза на десној и свежњем шећерне трске на левој страни. На врху стоји петокрака црвена звезда. У средини се налази излазеће црвено сунце, које се уздиже над стилизованим приказом државе, обојене у жарко наранчасту боју, и морском пучином састављеном од плавих и тамноплавих таласа. Испред овог приказа налази се пушка АК-47 укрштена са мотиком, а иза њих отворена књига. Кукуруз и шећерна трска су повезани црвеном траком на којој је исписано пуно име државе на португалском језику.
У чланку 194. Устава Мозамбика описана је симболика појединих детаља у грбу:
- клип кукуруза и свежањ шећерне трске - пољопривредна богатства
- зупчаник - рад и индустрија
- књига - образовање
- мотика - сељачка и пољопривредна производња
- АК-47 - одбрана земље и жестина
- црвена звезда - социјализам (у уставу је описана као симбол духа интернационалне солидарности народа Мозамбика)
- црвено сунце - изградња новог живота

## Историјски грбови
- Привремени грб Португалске источне Африке током 1930-их
- Грб Португалске источне Африке од 8. маја 1935. до 11. јуна 1951.
- Грб Португалске источне Африке од 11. јуна 1951. до 25. јуна 1975.
- Мањи грб (8. мај 1935 – 25. јун 1975)
- Грб Народне Републике Мозамбик (25. јун 1975 – 1982)